# جوردن هنري
جوردن هنري (30 أبريل 1993 ببلجيكا - ) هو لاعب كرة قدم بلجيكي في مركز الوسط.

## وصلات خارجية
- جوردن هنري على موقع قاعدة بيانات كرة القدم.إي يو (الإنجليزية)
- جوردن هنري على موقع Soccerway.com (الإنجليزية)